# Canon PowerShot G1 X Mark II
G1 X G1 X Mark III
Le PowerShot G1 X Mark II est un appareil photographique numérique compact à grand capteur (1,5") fabriqué par Canon et annoncé en février 2014. Il est le successeur du PowerShot G1 X et a été remplacé par le PowerShot G1 X Mark III en octobre 2017.
Il utilise un processeur DIGIC 6.